# Hoshi no Miyako
Hoshi no Miyako (星の都) é o segundo álbum de estúdio da banda japonesa de rock e visual kei SID, lançado em 16 de novembro de 2005 pela Danger Crue Records. Foi lançado em duas edições: regular e limitada.
Os singles do álbum são "Paint pops" e "Sweet?". "Paint pops" não é uma música, mas sim um box set contendo um CD com as canções incluídas no álbum "Alibi" e "Binetsu" e um DVD, com "Re:Dreamer" e "Aikagi".

## Recepção
Hoshi no Miyako alcançou a vigésima sexta posição na Oricon Albums Chart, permaneceu por sete semanas e vendeu 16,402 cópias enquanto esteve na parada. O single "Sweet?" alcançou a vigésima terceira posição na Oricon Singles Chart, ficando por três semanas e vendendo 7,019 cópias.

## Faixas
Todas as letras escritas por Mao. 
| N.º            | Título                     | Música         | Duração |  |
| 1.             | "Ringo Ame" (林檎飴)       | Shinji         | 3:42    |  |
| 2.             | "Alibi" (アリバイ)         | Shinji         | 4:04    |  |
| 3.             | "Sono Daishou" (その代償)  | Shinji         | 4:26    |  |
| 4.             | "Caramel" (キャラメル)     | Aki            | 4:58    |  |
| 5.             | "Aikagi" (合鍵)            | Aki            | 4:53    |  |
| 6.             | "Hoshi no Miyako" (星の都) | Yūya           | 3:57    |  |
| 7.             | "Yell" (エール)            | Aki            | 3:26    |  |
| 8.             | "Sweet?"                   | Aki            | 4:05    |  |
| 9.             | "Izon no Niwa" (依存の庭)  | Aki            | 3:54    |  |
| 10.            | "Toge no Neko" (刺と猫)    | Aki            | 3:38    |  |
| 11.            | "Binetsu" (微熱)           | Aki            | 4:20    |  |
| Duração total: | Duração total:             | Duração total: | 45:28   |  |

## Ficha técnica
- Mao – vocal
- Shinji – guitarra
- Aki – baixo
- Yūya – bateria